# Peugeot 1007
 Ikke at forveksle med Peugeot 107.
Peugeot 1007 var en mini MPV fra Peugeot, der blev introduceret i Danmark i 2005. Bilen var lidt større end Peugeot 107, men i stedet for almindelige døre, var 1007 udstyret med store skydedøre. Skydedørene blev aktiveret af el-motorer. Enten via en knap på startnøglen, en knap på instrumentpanelet eller ved at hive i dørenes ydre eller indre håndtag.
Peugeot 1007 fandtes med 2Tronic gearkasse, hvilket var en manuel gearkasse med automatisk kobling. I praksis fungerede den som ganske almindeligt automatgear.
Alt dette udstyr gjorde, at Peugeot 1007 er en tung sag. På trods af bilens lille størrelse vejede den 1200 kg. Det var hele 360 kg mere end Peugeot 107.

## Motorer[1]
| Model                         | Motorkode | Konfiguration            | Slagvolume       | Effekt                      | Moment              | 0–100 km/t | Topfart  |
| ----------------------------- | --------- | ------------------------ | ---------------- | --------------------------- | ------------------- | ---------- | -------- |
| 1007-modeller med benzinmotor |           |                          |                  |                             |                     |            |          |
| 1.4i                          | TU3 JP    | 4 cylindre i række - 8V  | 1,4 L (1360 cm³) | 54 kW (73 hk) ved 5400/min  | 118 Nm ved 3300/min | 14,4 sek.  | 164 km/t |
| 1.4i                          | ET3 J4    | 4 cylindre i række – 16V | 1,4 L (1360 cm³) | 65 kW (88 hk) ved 5250/min  | 133 Nm ved 3250/min | 13,6 sek.  | 173 km/t |
| 1.6i                          | TU5 JP4   | 4 cylindre i række – 16V | 1,6 L (1587 cm³) | 80 kW (109 hk) ved 5750/min | 146 Nm ved 4000/min | 11,8 sek.  | 188 km/t |
| 1007-modeller med dieselmotor |           |                          |                  |                             |                     |            |          |
| 1.4 HDi                       | DV4 TD    | 4 cylindre i række – 8V  | 1,4 L (1398 cm³) | 50 kW (68 hk) ved 4000/min  | 160 Nm ved 2000/min | 15,4 sek.  | 159 km/t |
| 1.6 HDi                       | DV6 TED4  | 4 cylindre i række – 16V | 1,6 L (1560 cm³) | 80 kW (109 hk) ved 4000/min | 240 Nm ved 1750/min | 10,6 sek.  | 185 km/t |

## Billeder
Klik på billederne for at se dem i stort format.
- Peugeot 1007
- Peugeot 1007 El skydedøre
- Peugeot 1007 Interiør

## Fodnoter, kilder og eksterne henvisninger
1. ↑  PEUGEOT 1007 – autoevolution
2. 1 2  Denne motor findes ikke på det danske modelprogram

- Wikimedia Commons har flere filer relateret til Peugeot 1007
- Internet Movie Cars Database: Peugeot 1007 i film og tv-serier
- Officiel hjemmeside (engelsk)